# Iqbal - Non à l'esclavage des enfants
Pour les articles homonymes, voir Iqbal.
Iqbal - Non à l'esclavage des enfants (Iqbal) est un téléfilm italien réalisé par Cinzia TH Torrini en 1998 et diffusé pour la première fois en France le 15 décembre 2000 sur Arte. Il raconte l'histoire vraie d'Iqbal Masih. 

## Synopsis
Le combat d'Iqbal Masih, un enfant pakistanais issu d'une famille pauvre et vendu par ses parents à un fabricant de tapis. Il devient alors un enfant esclave parmi tant d'autres. Victime d'un travail forcé et de mauvais traitements, Iqbal mène le combat. C'est alors qu'il est assassiné à seulement 12 ans. 

## Fiche technique
- Titre original : Iqbal
- Titre français : Iqbal - Non à l'esclavage des enfants
- Réalisation : Cinzia TH Torrini
- Scénario : James Carrington et Andrea Purgatori
- Image : Stefano Dancaldi
- Musique : Savio Riccardi
- Montage : Anna Napoli
- Sociétés de production : Radiotelevisione Italiana, Arte, Red Film Group
- Genre : Drame
- Durée : 1h42 minutes
- Date de diffusion : 15 décembre 2000 sur Arte

## Distribution
- Roshan Seth : Ulla Khasi
- Mohamed Rizlan : Iqbal, 6 ans
- Rajinda Jayasinghe : Iqbal, 12 ans
- Damith Sanjeewa : Ayub, 9 ans
- Chathura Rasanga : Ayub, 15 ans
- Gangani Wijayawickrema : Asira
- Samudra Gunsekera : Tarek
- Ramli Nasurdeen : Ishraf
- Lucky Dias : Imran
- Ravindra Randeniya : Baba
- Lionel Wickrama : Ashraf
- Prageeth Sanjeewa : Ahmed
- Iranganie Ranasinghe : Grand-mère
- Hemasiri Liyanage : M. Maruf
- Veena Jayakody : Mme Marug
- Yasoda Wimalaratne : Fatima

## Récompenses et distinctions
- Le téléfilm a reçu le Prix Média de la Fondation pour l'Enfance dans la catégorie fiction, à Paris en octobre 2001[1].